# Sociotown
Sociotown, é um jogo de computador do estilo MMOSG. Seu diferencial é que pode ser jogado por um navegador web, sem necessidade de instalação de software especial além dos normamelmte utilizados para visitar sites da internet. Mas não é por isso que o jogo tem menos recursos, ele usa gráficos em 3D e seu mundo virtual, uma cidade, como diz o nome do jogo (town), é bem amplo. Este jogo é muito semelhante à Habbo Hotel e VMK.

## Níveis de usuário
Os usuários de nível VIP, podem possuir casas e apartamentos além de poderem adquirir outros bens.